# Fed Cup de 2009
A Fed Cup de 2009 foi a 47ª edição do mais importante torneio entre países do tênis feminino.

## Grupo Mundial
Oito equipes disputaram o título em três fases eliminatórias.
|  |                                       |                                  |                                    |                               |   |                             |                                    |                             |  |  |                         |                         |                         |
|  | Primeira fase 7 e 8 de fevereiro      | Primeira fase 7 e 8 de fevereiro | Primeira fase 7 e 8 de fevereiro   |                               |   | Semifinais 25 e 26 de abril | Semifinais 25 e 26 de abril        | Semifinais 25 e 26 de abril |  |  | Final 7 e 8 de novembro | Final 7 e 8 de novembro | Final 7 e 8 de novembro |
|  | Primeira fase 7 e 8 de fevereiro      | Primeira fase 7 e 8 de fevereiro | Primeira fase 7 e 8 de fevereiro   |                               |   | Semifinais 25 e 26 de abril | Semifinais 25 e 26 de abril        | Semifinais 25 e 26 de abril |  |  | Final 7 e 8 de novembro | Final 7 e 8 de novembro | Final 7 e 8 de novembro |
|  | Moscou, Rússia – duro (coberto)       |                                  |                                    |                               |   |                             |                                    |                             |  |  |                         |                         |                         |
|  |                                       |                                  |                                    |                               |   |                             |                                    |                             |  |  |                         |                         |                         |
|  | 1                                     | Rússia                           | 5                                  |                               |   |                             |                                    |                             |  |  |                         |                         |                         |
|  | 1                                     | Rússia                           | 5                                  | Castellaneta, Itália – saibro |   |                             |                                    |                             |  |  |                         |                         |                         |
|  |                                       | China                            | 0                                  |                               |   |                             |                                    |                             |  |  |                         |                         |                         |
|  |                                       | China                            | 0                                  |                               | 1 | Rússia                      | 1                                  |                             |  |  |                         |                         |                         |
|  | Orleans, França – duro (coberto)      |                                  |                                    |                               | 1 | Rússia                      | 1                                  |                             |  |  |                         |                         |                         |
|  |                                       |                                  | 4                                  | Itália                        | 4 |                             |                                    |                             |  |  |                         |                         |                         |
|  |                                       | França                           | 4                                  | Itália                        | 4 | 0                           |                                    |                             |  |  |                         |                         |                         |
|  |                                       | França                           |                                    |                               |   | 0                           | Régio da Calábria, Itália – saibro |                             |  |  |                         |                         |                         |
|  | 4                                     | Itália                           | 5                                  |                               |   |                             |                                    |                             |  |  |                         |                         |                         |
|  | 4                                     | Itália                           | 5                                  |                               |   | 4                           | Itália                             | 4                           |  |  |                         |                         |                         |
|  | Surprise, Estados Unidos – duro       |                                  |                                    |                               |   | 4                           | Itália                             | 4                           |  |  |                         |                         |                         |
|  |                                       |                                  | 3                                  | Estados Unidos                | 0 |                             |                                    |                             |  |  |                         |                         |                         |
|  | 3                                     | Estados Unidos                   | 3                                  | Estados Unidos                | 0 | 3                           |                                    |                             |  |  |                         |                         |                         |
|  | 3                                     | Estados Unidos                   | Brno, Rep. Tcheca – duro (coberto) |                               |   | 3                           |                                    |                             |  |  |                         |                         |                         |
|  |                                       | Argentina                        | 2                                  |                               |   |                             |                                    |                             |  |  |                         |                         |                         |
|  |                                       | Argentina                        | 2                                  |                               | 3 | Estados Unidos              | 3                                  |                             |  |  |                         |                         |                         |
|  | Brno, Rep. Tcheca – carpete (coberto) |                                  |                                    |                               | 3 | Estados Unidos              | 3                                  |                             |  |  |                         |                         |                         |
|  |                                       |                                  |                                    | República Checa               | 2 |                             |                                    |                             |  |  |                         |                         |                         |
|  |                                       | República Checa                  | 4                                  | República Checa               | 2 |                             |                                    |                             |  |  |                         |                         |                         |
|  |                                       | República Checa                  | 4                                  |                               |   |                             |                                    |                             |  |  |                         |                         |                         |
|  | 2                                     | Espanha                          | 1                                  |                               |   |                             |                                    |                             |  |  |                         |                         |                         |
|  | 2                                     | Espanha                          | 1                                  |                               |   |                             |                                    |                             |  |  |                         |                         |                         |